# Coppa Italia 2014-2015 (pallavolo maschile)
La Coppa Italia di pallavolo maschile 2014-2015 si è svolta dal 6 all'11 gennaio 2015: al torneo hanno partecipato otto squadre di club italiane e la vittoria finale è andata per l'undicesima volta al Modena Volley.

## Regolamento
Le squadre hanno disputato quarti di finale, semifinali e finale.

## Squadre partecipanti
| Squadra            | Qualificazione                          | Ultima partecipazione |
| ------------------ | --------------------------------------- | --------------------- |
| Top Volley Latina  | 6ª al girone di andata Serie A1 2014-15 | Coppa Italia 2012-13  |
| Modena             | 2ª al girone di andata Serie A1 2014-15 | Coppa Italia 2013-14  |
| Sir Safety Perugia | 4ª al girone di andata Serie A1 2014-15 | Coppa Italia 2013-14  |
| Piacenza           | 8ª al girone di andata Serie A1 2014-15 | Coppa Italia 2013-14  |
| Porto Robur Costa  | 7ª al girone di andata Serie A1 2014-15 | Debutto               |
| Lube               | 3ª al girone di andata Serie A1 2014-15 | Coppa Italia 2013-14  |
| Trentino           | 1ª al girone di andata Serie A1 2014-15 | Coppa Italia 2013-14  |
| BluVolley Verona   | 5ª al girone di andata Serie A1 2014-15 | Coppa Italia 2013-14  |

## Torneo

### Tabellone
|  | Quarti di finale | Quarti di finale  | Quarti di finale   |        |                    | Semifinali | Semifinali | Semifinali |  |  | Finali | Finali   | Finali |
|  |                  |                   |                    |        |                    |            |            |            |  |  |        |          |        |
|  | 1                | Trentino          | 3                  |        |                    |            |            |            |  |  |        |          |        |
|  | 8                | Piacenza          | 2                  |        |                    |            |            |            |  |  |        |          |        |
|  | 8                | Piacenza          | 2                  |        | 1                  | Trentino   | 3          |            |  |  |        |          |        |
|  |                  |                   |                    |        | 1                  | Trentino   | 3          |            |  |  |        |          |        |
|  |                  | 4                 | Sir Safety Perugia | 2      |                    |            |            |            |  |  |        |          |        |
|  | 4                | 4                 | Sir Safety Perugia | 2      | Sir Safety Perugia | 3          |            |            |  |  |        |          |        |
|  | 4                |                   |                    |        | Sir Safety Perugia | 3          |            |            |  |  |        |          |        |
|  | 5                | BluVolley Verona  | 0                  |        |                    |            |            |            |  |  |        |          |        |
|  |                  |                   |                    |        |                    |            |            |            |  |  | 1      | Trentino | 1      |
|  |                  |                   | 2                  | Modena | 3                  |            |            |            |  |  |        |          |        |
|  | 2                | Modena            | 3                  |        |                    |            |            |            |  |  |        |          |        |
|  | 7                | Porto Robur Costa | 0                  |        |                    |            |            |            |  |  |        |          |        |
|  | 7                | Porto Robur Costa | 0                  |        | 2                  | Modena     | 3          |            |  |  |        |          |        |
|  |                  |                   |                    |        | 2                  | Modena     | 3          |            |  |  |        |          |        |
|  |                  | 3                 | Lube               | 2      |                    |            |            |            |  |  |        |          |        |
|  | 3                | 3                 | Lube               | 2      | Lube               | 3          |            |            |  |  |        |          |        |
|  | 3                |                   |                    |        | Lube               | 3          |            |            |  |  |        |          |        |
|  | 6                | Top Volley Latina | 0                  |        |                    |            |            |            |  |  |        |          |        |

### Risultati

#### Quarti di finale
| 6 gennaio 2015 PalaTrento, Trento Durata: 2h:23 - Spettatori: 2 400          | Trentino           | 3 - 2 | Piacenza          | 24-26, 19-25, 37-35, 25-21, 16-14 |
| 6 gennaio 2015 PalaEvangelisti, Perugia Durata: 1h:23 - Spettatori: 2 200    | Sir Safety Perugia | 3 - 0 | BluVolley Verona  | 25-13, 29-27, 25-22               |
| 6 gennaio 2015 PalaPanini, Modena Durata: 1h:24 - Spettatori: 3 000          | Modena             | 3 - 0 | Porto Robur Costa | 25-21, 25-15, 25-22               |
| 6 gennaio 2015 PalaFontescodella, Macerata Durata: 1h:26 - Spettatori: 1 650 | Lube               | 3 - 0 | Top Volley Latina | 25-21, 28-26, 25-21               |

#### Semifinali
| 10 gennaio 2015 PalaDozza, Bologna Durata: 2h:11 - Spettatori: 4 500 | Trentino | 3 - 2 | Sir Safety Perugia | 22-25, 28-26, 19-25, 25-14, 15-10 |
| 10 gennaio 2015 PalaDozza, Bologna Durata: 2h:04 - Spettatori: 4 500 | Modena   | 3 - 2 | Lube               | 25-19, 23-25, 12-25, 25-23, 15-11 |

#### Finale
| 11 gennaio 2015 PalaDozza, Bologna Durata: 1h:36 - Spettatori: 5 900 | Trentino | 1 - 3 | Modena | 19-25, 19-25, 25-23, 12-25 |